# 塩野健士
塩野 健士（しおの けんじ、1968年1月25日 - ）は、日本のシンガーソングライター・音楽プロデューサー。ジャンルは、プログレッシヴ・ロック、実験音楽。血液型はO型。

## 概要
1996年3月23日、1stスタジオ・アルバム『No』でInvitationからメジャー・デビュー。本作は、レコーディングに1年7か月を要し、17以上の録音スタジオ、ディレクター3名、レコーディング・エンジニア10名以上、スタジオ・ミュージシャン（オーケストラ除く）15名以上が参加の上、制作された。46分を超える組曲を含む、全曲の作詞・作曲・編曲・プロデュースは塩野本人。田辺音楽出版所属後、フリーランス。

## 人物
雑誌などのインタビューでは、ジョン・レノン、フィル・スペクター、ピンク・フロイド、ザ・ビーチ・ボーイズ『ペット・サウンズ』などの影響を受けていると語っている。デビュー当時の宣伝広告には、「先生はジョン・レノン、教科書はボブ・ディランだった。」と書かれていた。ヴィーガンである。2016年から、star wave moon guitar 名義で動物愛護の音楽を発信している。

## ディスコグラフィー
- アルバム『No』　1996年3月23日　Invitation

## 出演

### 連載
- ミュージックミュージック（1996年 - 1997年、グローバル・ヴィジョン）[6]

### ラジオ
- 塩野健士のサイケデリックショー（1996年 - 1997年、K-MIX）[7]